# Patron de New-York
Patron de New-York est un roman de l'auteur ivoirien Bernard Dadié paru en 1964. Il a remporté le Grand prix littéraire d'Afrique noire en 1965.